# Saldus pagasts
Saldus pagasts er en territorial enhed i Saldus novads i Letland. Pagasten havde 1.718 indbyggere i 2010 og omfatter et areal på 42,08 kvadratkilometer. Hovedbyen i pagasten er Druva.

## Kendte indbyggere
- Janis Rozentāls – maler